# Maandblad der vereeniging voor verbetering van vrouwenkleeding
Maandblad der vereeniging voor verbetering van vrouwenkleeding was een tijdschrift dat tussen 1899 en 1909 maandelijks verscheen in Nederland. Het werd uitgegeven door de Vereniging Vakschool voor verbetering van vrouwen- en kinderkleding. Het blad had het doel aandacht te genereren voor de kwaliteit van vrouwenkleding, waarbij bewegingsvrijheid en de gezondheid van de draagster werden benadrukt. Het tijdschrift wees bijvoorbeeld op de slechte bloedcirculatie die optrad bij het dragen van een korset. In het blad staan ook foto’s, illustraties en modellen voor diverse kledingsoorten.
In 1910 ging het tijdschrift door onder de naam Onze kleeding, dat tot 1920 maandelijks werd uitgegeven.